# Hauptstrasse 244
Die Hauptstrasse 244 ist eine Hauptstrasse und eine Kantonsstrasse im Verwaltungskreis Oberaargau des Schweizer Kantons Bern. Sie führt von Niederbipp über Langenthal nach Huttwil und ist gemäss dem kantonalen Strassennetzplan eine Kantonsstrasse der Kategorie B.

## Verlauf
In Niederbipp zweigt die Hauptstrasse 244 am Dürrmühlekreisel auf 476 m ü. M. von der Jurasüdfussroute Hauptstrasse 5 und der mit dieser in diesem Abschnitt zusammengelegten Hauptstrasse 12 ab. Sie unterquert die Bahnstrecke Lausanne–Biel/Bienne, überquert südöstlich der Ortschaft die Autobahn A1 beim Anschluss «Niederbipp», führt weiter gegen Südosten durch das Waldgebiet «Längwald» und erreicht nordwestlich von Aarwangen das Aaretal. Hier kreuzt sie die Route der Kantonsstrasse 1438. Beim Schloss Aarwangen überquert sie die Aare auf einer Strassenbrücke, die mit 412 m ü. M. die tiefste Stelle im Verlauf der Strasse bildet. Aarwangen ist ein historischer Flussübergang, an dem seit dem Mittelalter eine Brücke stand, die ein Bestandteil der Herrschaft Aarwangen war. Eine Inschrifttafel von 1758 erinnert an die Zerstörung der alten Holzbrücke. Den heutigen Übergang mit der Länge von 96 Metern errichteten die Stahlbaufirma Senn AG in Oftringen und Rothpletz/Lienhard+Cie AG in Aarau im Jahr 1997. Die ältere Stahlbrücke stammte von 1889 als Ersatz für die frühere Holzbrücke und wurde 1968 verstärkt, als die Hauptstrasse als Autobahnzubringer wichtiger wurde. Neben der Strassenbrücke überspannt auch die neue Eisenbahnbrücke von Aare Seeland mobil, die 2015 als Ersatz für die erste Bahnbrücke von 1907 an dieser Stelle gebaut wurde, den Fluss.
Südöstlich von der Brückenstelle steigt die Strasse kurvenreich durch das Ortszentrum von Aarwangen auf die Höhe des «Hard» bei Langenthal. In Aarwangen teilt sie die Fahrbahn stellenweise mit der Bahnlinie Niederbipp–Langenthal von Aare Seeland mobil.
Am nördlichen Rand der Siedlung von Langenthal verläuft die  Hauptstrasse 244 über dem Bahntunnel Langenthal der Neubaustrecke Mattstetten–Rothrist und trifft dann von Norden beim Hard-Kreisel auf die Hauptstrasse 1. Die beiden Strassen sind über eine Strecke von rund 1000 m zusammengelegt und überqueren auf 464 m ü. M. die Ebene bei Langenthal. Beim Bützbergstrasse-Kreisel («Dreilinden-Kreisel») zweigt die Hauptstrasse 244 wieder ab und führt in südöstlicher Richtung durch Langenthal. In der Ortschaft unterquert sie die Eisenbahnbrücken der Bahnstrecke Olten–Bern und der Strecke nach Huttwil der S-Bahn Luzern. Beim Ammann-Kreisel quert sie die Eisenbahnstrasse und beim Motorex-Kreisel die Hasenmattstrasse. Südlich des Ortszentrums von Langenthal ist die Strasse mit der Hauptstrasse 240, die nach Burgdorf führt, und der Hauptstrasse 255 nach St. Urban verbunden. Die Stadt Langenthal plant seit 2021 für das gemeindeeigene Strassennetz im Siedlungsbereich, das sowohl vom Durchgangsverkehr wie vom Ortsverkehr benützt wird, Massnahmen im Rahmen der «Verkehrslösung Langenthal».
Südlich von Langenthal erschliesst die Hauptstrasse das Tal der Langete. Sie überquert diesen Fluss auf mehreren Strassenbrücken. In Huttwil quert sie die Bahnstrecke Ramsei–Huttwil und erreicht dann auf 638 m ü. M. die Hauptstrasse 23, die von Burgdorf nach Sursee und Aarau führt.
Die Hauptstrasse ist nur auf einzelnen Abschnitten von separaten Radwegen begleitet. Der Strassennetzplan sieht den Ausbau des Abschnitts «Radweg Aarwangen–Niederbipp» und der «Vorrangroute Aarwangen–Langenthal–Lotzwil» vor.

Brücken
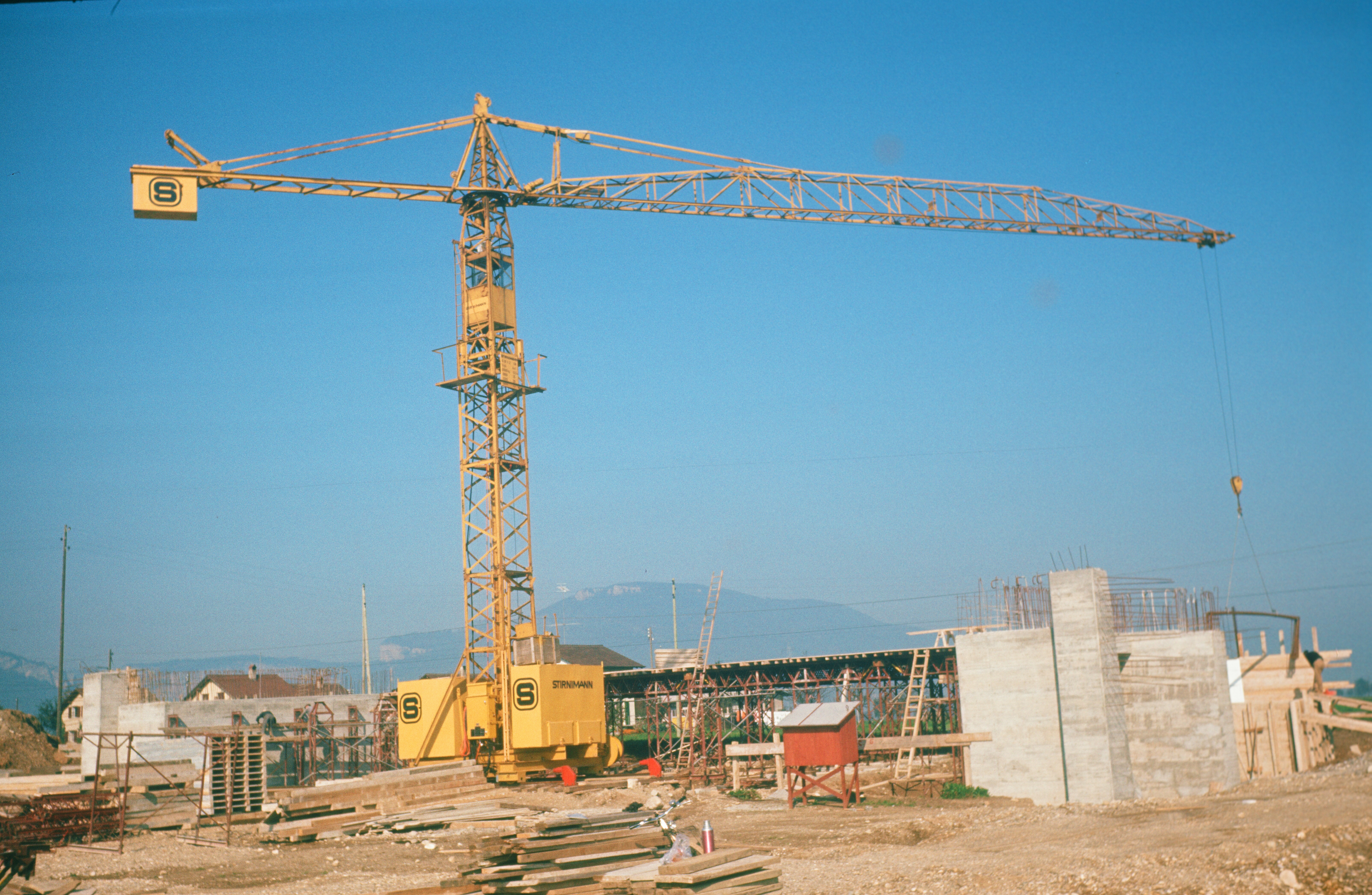
Brücke bei Niederbipp über die Autobahn im Bau 1963
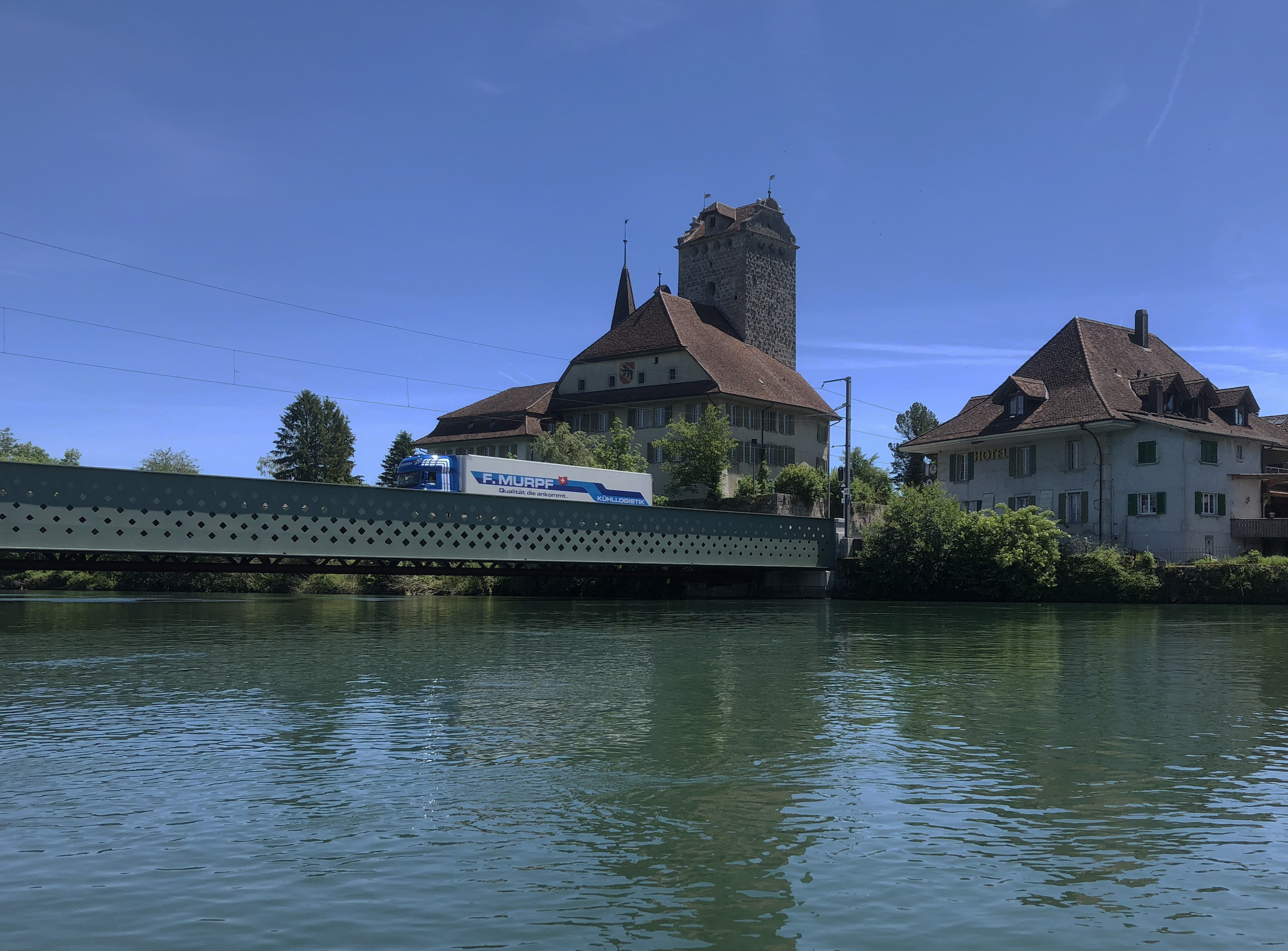
Brücke über die Aare
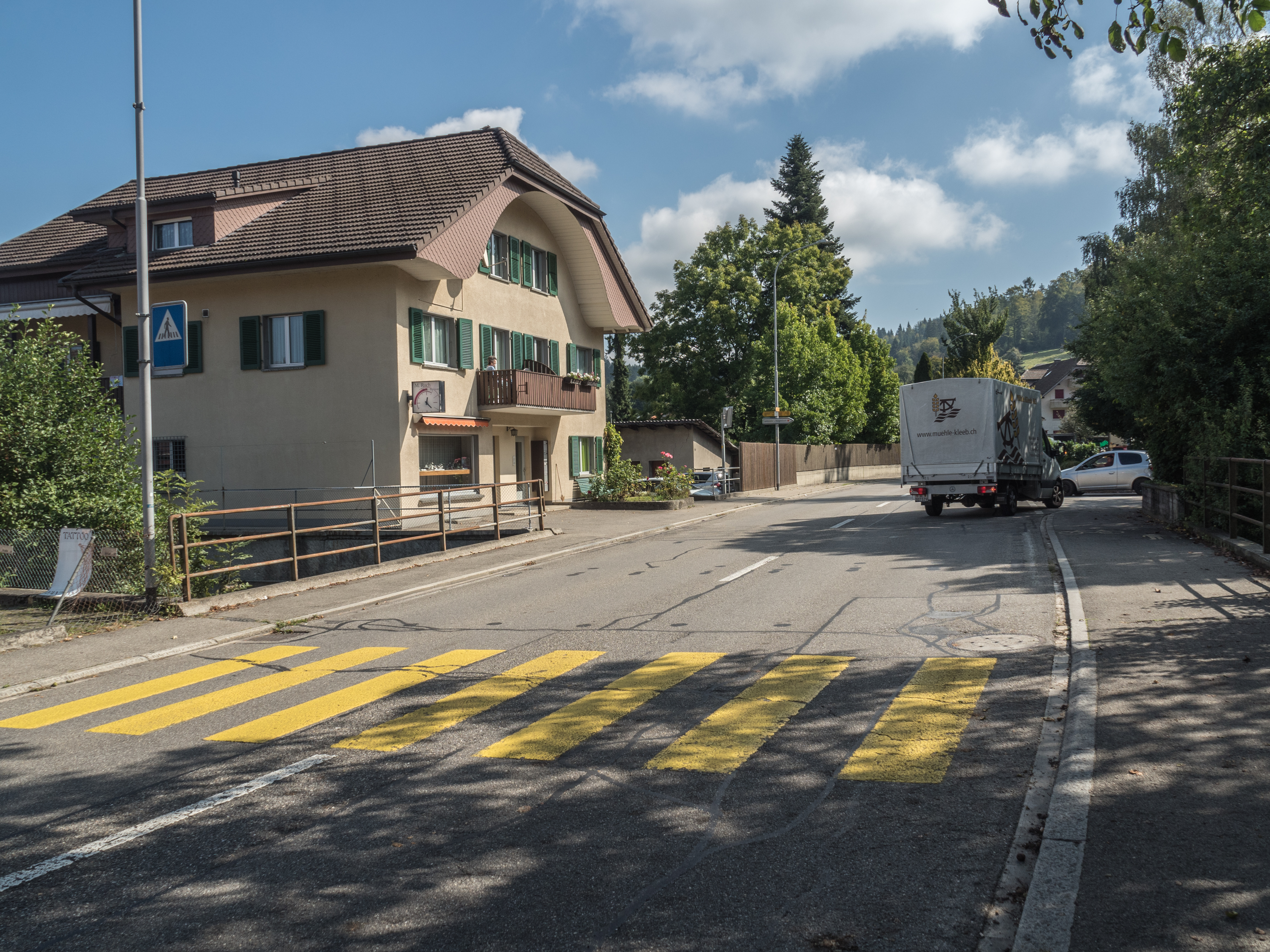
Schmittenbrücke über die Langete in Lotzwil
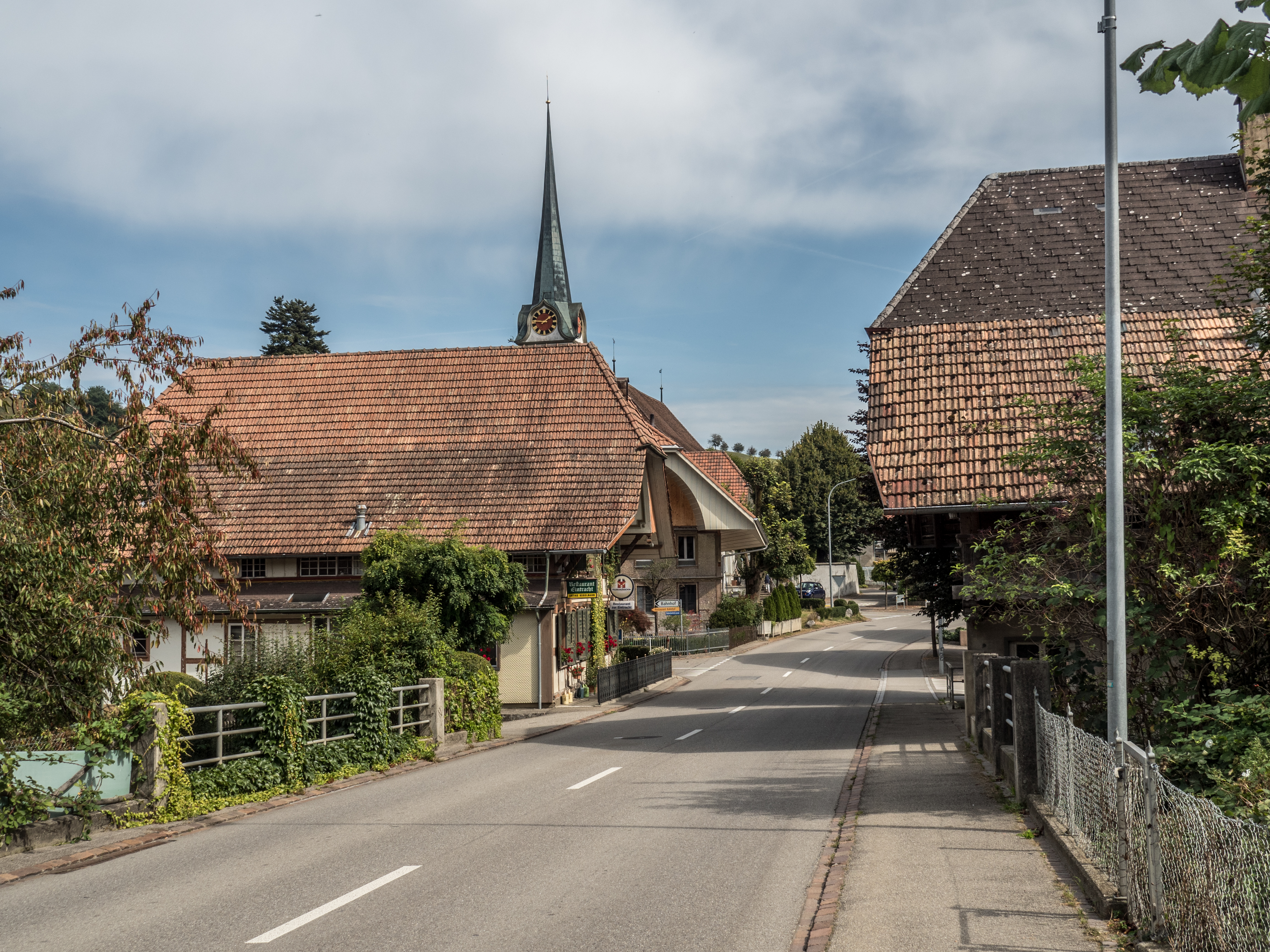
Steinbogenbrücke von 1847 über die Langete in Rohrbach

## Umfahrung Aarwangen

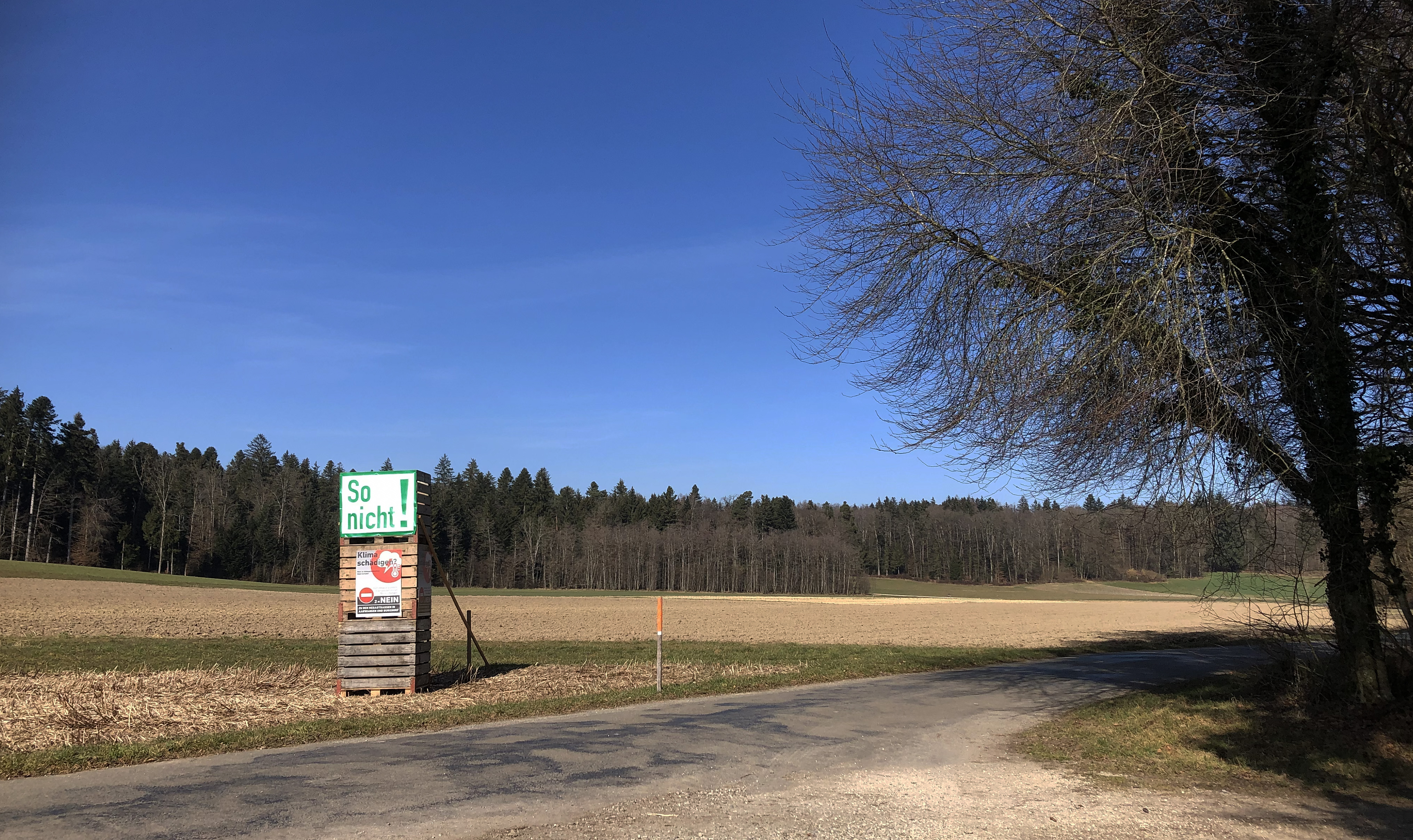
Aktion gegen das Umfahrungsprojekt in Batzwil (2023)

Der Kanton Bern suchte seit Beginn des 21. Jahrhunderts nach einer besseren Verkehrsführung auf dem Autobahnzubringer. Die Hauptstrasse 244 sollte wegen ihrer Funktion als Verkehrszubringer aus dem Oberaargau an die Autobahnzufahrt bei Niederbipp ausgebaut werden. Aus dem ganzen oberen Langetetal fliesst der Strassenverkehr über diese Route zur Autobahn. Gemäss einem Beschluss des Grossen Rats des Kantons Bern vom 5. September 2012 liess das Baudepartement zwei Varianten ausarbeiten, wobei in einem Fall die bestehende Strasse optimiert und im anderen Fall eine neue Strasse gebaut würde. Mit dem Argument, die Ortschaft Aarwangen sollte vom starken Durchgangsverkehr entlastet werden, wurde eine neue Verbindung vom Längwald über eine neue Aarebrücke westlich von Aarwangen durch einen Tunnel unter dem Molassehügel Spichigwald bis in das Gebiet Hard bei Bützberg in der Gemeinde Thunstetten geplant. Zwischen Bützberg und Langenthal soll die neue, etwa 3,5 Kilometer lange Strasse beim neuen Kreisel «Tannwäldli» die Hauptstrasse 1 erreichen.
Langfristig ist gemäss dem Strassennetzplan für die Zeit nach dem Bau der neuen Strasse die Eigentumsänderung am Strassenabschnitt Aarwangen–Langenthal vorgesehen, der vom Kanton in das Eigentum der Gemeinden Aarwangen und Langenthal übergehen soll.

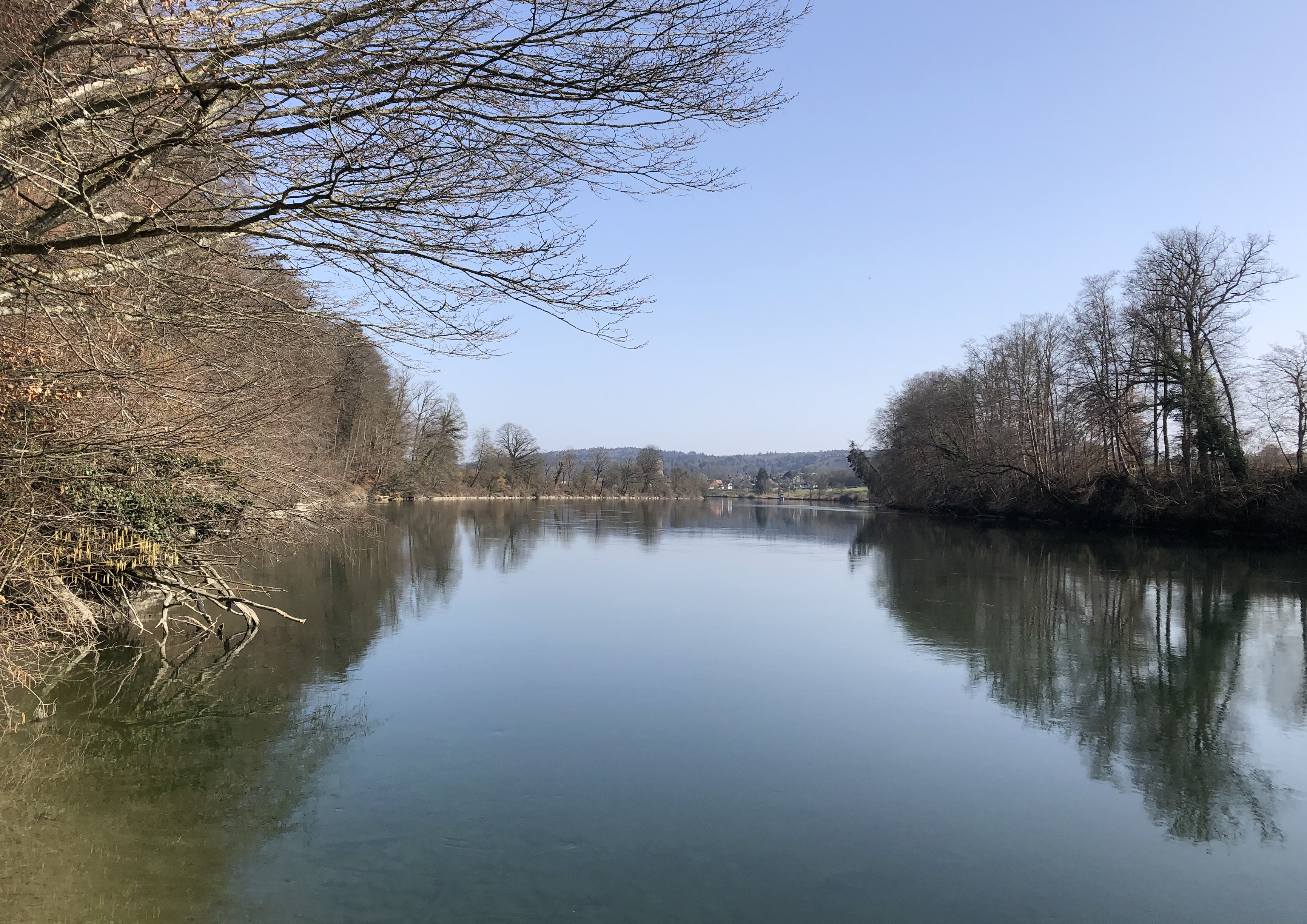
Aarelandschaft westlich von Aarwangen (2023)

Gegen das Vorhaben gab es jahrelang massive Proteste von Organisationen des Naturschutzes und der Landwirtschaft. Der Verein Smaragdgebiet Oberaargau setzte sich intensiv gegen das Bauprojekt zur Wehr, welchem eine bisher ungestörte Naturlandschaft an der Aare und im Gebiet von Batzwil zum Opfer fällt. Die Landwirtschaft der Region war mit dem geplanten Verlust von Kulturland nicht einverstanden. Nachdem der Grosse Rat des Kantons Bern 2022 den Kredit von 412 Millionen Franken für das Umfahrungsprojekt Aarwangen und ein zweites Strassenprojekt bei Burgdorf gesprochen hatte, kam mit über 23'000 Unterschriften das Referendum gegen diesen Beschluss zustande. So fand am 12. März 2023 eine Volksabstimmung im Kanton Bern statt, bei der die Vorlagen vom Berner Stimmvolk knapp angenommen wurden (das Projekt Umfahrung Aarwangen mit 51,7 Prozent der Stimmen).
Nach dem Bau der neuen Strasse Bannwil–Bützberg wird auch eine weitere Zunahme des Strassenverkehrs auf dem bereits vorher stark belasteten Abschnitt der Hauptstrasse 244 südlich des Dreilindenkreisels in Langenthal (Bützbergstrasse) erwartet. Der Ausbau dieser Strecke war ursprünglich Bestandteil des Umfahrungsprojekts, wurde dann jedoch vom Kanton in ein separates Bauprojekt ausgelagert. Die Strecke wurde um 2021 umgebaut.